# Mascaromyia makhotkini
Mascaromyia makhotkini är en tvåvingeart som beskrevs av Grichanov 1996. Mascaromyia makhotkini ingår i släktet Mascaromyia och familjen styltflugor. Inga underarter finns listade i Catalogue of Life.